# Kis-Koppány
Kis-Koppány är ett vattendrag i Ungern.   Det ligger i provinsen Somogy, i den västra delen av landet, 90 km sydväst om huvudstaden Budapest.